# Acadèmia Pontifícia Eclesiàstica
L'Acadèmia Pontifícia Eclesiàstica és la institució de la Santa Seu encarregada de formar als diplomàtics que treballaran a les nunciatures i en la secretaria d'estat.
El pla d'estudis, de dos anys prorogables a tres, inclou diplomàcia, economia política, dret internacional, història i idiomes. Mentrestant els alumnes han d'estar matriculats en els cursos de doctorat d'alguna de les universitats pontifícies presents a Roma, preferiblement de dret canònic.
Entre 1701 i 2002, l'Acadèmia ha tingut 1.752 alumnes. Fou fundada amb el nom d'Accademia dei Nobili Ecclesiastici en 1701 en temps del Papa Climent XI. Va ser reformada per Pius VI en 1775, Lleó XII en 1829 i Lleó XIII en 1879. Des de 1937, que se li canvià el nom per l'actual, es troba sota la protecció del cardenal Secretari d'Estat i és dirigida per un rector-president, habitualment amb rang d'arquebisbe nomenat directament pel pontífex.

## Llista dels presidents
- Matteo Gennaro Sibilia (1701-1704)
- Francesco Giordanini (1704-1720)
- Pellegrino De Negri (1721-1728)
- Tommaso Giannini (1729-1739)
- Conte Girolamo Formaliani (1739-1742)
- Angelo Granelli (1742-1744)
- Marchese Pier Matteo Onorati (1744-1762)
- Innocenzo Gorgoni (1763-1764)
- Paolo Antonio Paoli (1775-1798)
- Vincenzo Brenciaglia (1802-1814)
- Giovanni Giacomo Sinibaldi (1814-1843)
- Giovanni Battista Rosani (1843-1847)
- Giuseppe Cardoni 1850-1873)
- Venanzio Mobili (1873-1875)
- Odoardo Agnelli (1875-1878)
- Placido Maria Schiaffino, O.S.B. (30 d'agost de 1878 - 18 de novembre de 1884)
- Domenico Ferrata (1884 - 14 d'abril de 1885)
- Luigi Sepiacci (1885-1886)
- Francesco Satolli (1 de juny de 1888 - 1891)
- Augusto Guidi (1892-1894)
- Filippo Castracane degli Antelminelli (1895-1898)
- Rafael Merry del Val y Zulueta-Wilcox (19 d'abril de 1900 - 12 de novembre de 1903)
- Francesco Sogaro (1903 - 6 de febrer de 1912)
- Giovanni Maria Zonghi (5 de desembre de 1914 - 1941)
- Paolo Savino (1941 - 27 d'abril de 1959)
- Giacomo Testa (1959-1962)
- Gino Paro (31 d'agost de 1962 - 5 de maig de 1969)
- Salvatore Pappalardo (1969 - 17 d'octubre de 1970)
- Felice Pirozzi (17 d'octubre de 1970 - 25 de juliol 1975)
- Domenico Enrici (President en funcions 1974-1975)
- Cesare Zacchi (1 de juny de 1975 - 8 de juny de 1985)
- Justin Francis Rigali (8 de juny de 1985 - 21 de desembre de 1989)
- Karl-Josef Rauber (22 de gener de 1990 - 16 de març de 1993)
- Gabriel Montalvo Higuera (29 d'abril de 1993 - 7 de desembre de 1998)
- Giorgio Zur (7 de desembre de 1998 - 29 de gener de 2000)
- Justo Mullor García (11 de febrer 2000 - 13 d'octubre de 2007)
- Beniamino Stella (13 d'octubre de 2007 - 21 de setembre de 2013)
- Giampiero Gloder (21 de setembre de 2013 -)

## Papes que van ser alumnes de l'Acadèmia
L'any és el del curs que van ser alumnes.
- Carlo Rezzonico, de Venecia, coronat amb el nom de Climent XIII (1714)
- Annibale della Genga, de Spoleto, coronat amb el nom de Lleó XII (1783)
- Gioacchino Pecci, d'Anagni, coronat amb el nom de Lleó XIII (1832)
- Giacomo della Chiesa, de Génova, coronat amb el nom de Benet XV (1879)
- Giovanni Battista Montini, de Brescia, coronat amb el nom de Pau VI (1921)